# أجوا برانكا، بياوي
أجوا برانكا، بياوي بلدية في ولاية بياوي في المنطقة الشمالية الشرقية من البرازيل.